# Aedes canadensis
Aedes canadensis, el mosquito de los bosques, es un mosquito agresivo que pica durante el día y puede ser vector de varias enfermedades. Este mosquito se encuentra principalmente en el este de América del Norte aunque puede encontrarse hasta Terranova y Florida.

## Taxonomía
Aedes canadensis fue descrito originalmente como Culex canadensis por el entomólogo británico Frederick Vincent Theobald en su monografía de 1901 titulada A monograph of the Culicidae of the World, publicada por el Museo Británico de Historia Natural, a partir de especímenes recolectados en Ontario. En revisiones recientes del género Aedes se encontró que el género era parafilético y los investigadores sugirieron que el género se dividiera en dos géneros. Estos investigadores colocaron a A. canadensis en el género recién descubierto Ochlerotatus ; estos estudios también la colocaron en su propio subgénero monotípico Culicada. Posteriormente el género Ochlerotatus fue subordinado al género Aedes en 2015  Se reconocen dos subespecies.
- A. canadensis canadensis (Theobald, 1901) encontrado en regiones al norte de América del Norte

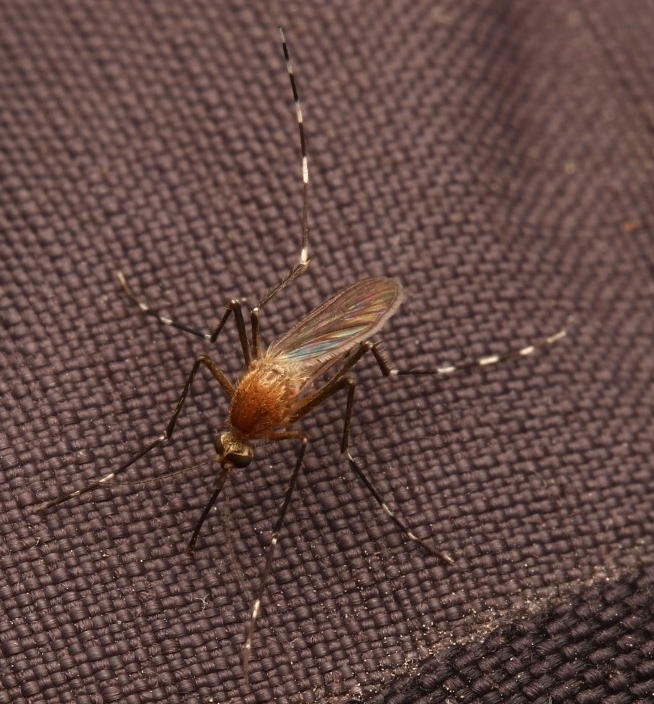
Ac. canadensis

- A. canadensis mathesoni (Middlekauff, 1944) encontrado en las partes meridionales del área de distribución de la especie

## Identificación
Aedes canadensis a menudo se presenta con especies congenéricas y para estar seguro de la identificación de adultos o larvas, se requiere una clave de identificación y un microscopio. En general los adultos de esta especie tienen cuerpos oscuros, en el caso de las hembras suelen ser rojizos y presentando tarsos con bandas blancas que contrastan con las bandas en cada extremo de los segmentos.
Las larvas tienen una pigmentación oscura, con una cabeza de color marrón rojizo.

## Biología
Las hembras de Aedes canadensis se alimentan de la sangre de una amplia gama de animales como mamíferos grandes y pequeños, aves, reptiles y anfibios. Se asocia particularmente con tortugas y con frecuencia se observan nubes de esta especie rodeando a las tortugas mientras caminan para poner sus huevos durante el mes de mayo. Además existe un registro de las hembras alimentándose de una rana leopardo . 
Las larvas de A. canadensis crecen en charcas temporales o semipermanentes de bosques que contienen hojas caídas y que tienden a estar sombreadas; se las encuentra con menor frecuencia en charcas en lechos de arroyos pequeños o en agua estancada junto a áreas boscosas. También se pueden encontrar en pantanos y ciénagas con vegetación emergente como juncos y espadañas, charcas de muskeg y turberas, y en algunas áreas se han encontrado en charcas de pradera abierta con poca sombra.  Pasan el invierno en forma de huevos y a finales del invierno y en primavera eclosionan grandes cantidades de larvas. Las hembras rara vez causan problemas a los humanos en la parte oriental de América del Norte, incluso cuando las hembras recién emergidas son extremadamente abundantes; sin embargo, en la parte occidental de su área de distribución pican a las personas con facilidad y persistencia, especialmente en áreas de sombra y durante la mayor parte del día. La presencia de larvas en los estanques de cría después de la primavera sugiere que estos mosquitos están poniendo huevos que no están en diapausa o que la eclosión de los huevos es escalonada. Se ha registrado a los machos agrupados al anochecer para obtener néctar de las orquídeas.

## Distribución
Aedes canadensis se encuentra en América del Norte desde el territorio de Yukón y el estado de Washington al este hasta Terranova y al sur hasta Florida y Texas,  al sur hasta México.

## Importancia médica
Los virus que causan la encefalitis equina del este, la encefalitis de California y el virus del Nilo Occidental se han detectado en muestras de Aedes canadensis  y se ha demostrado que es un vector del gusano del corazón del perro ( Dirofilaria immitis ). También se ha demostrado que es un vector secundario del virus La Crosse en Ohio.